# Jefferson Airplane
Jefferson Airplane va ser una banda de rock nord-americana de San Francisco (Califòrnia), que es va convertir en una de les bandes pioneres del rock psicodèlic.
Formada el 1965, la banda va definir el So de San Francisco i va ser la primera de la zona de la badia a aconseguir l'èxit comercial internacional. Van actuar al Monterey Pop Festival (1967), Woodstock (1969), Altamont Free Concert (1969) i al primer Festival de l'illa de Wight (1968) a Anglaterra. El seu àlbum de 1967 Surrealistic Pillow va ser un dels enregistraments més significatius de l'estiu de l'amor. Dues cançons d'aquest àlbum, "Somebody to Love" i "White Rabbit", es troben entre les "500 millors cançons de tots els temps" segons la revista Rolling Stone.
La formació d'octubre de 1966 a febrer de 1970 de Jefferson Airplane, formada per Marty Balin (veu), Paul Kantner (guitarra, veu), Grace Slick (veu, teclats), Jorma Kaukonen (guitarra solista, veu), Jack Casady (baix), i Spencer Dryden (bateria), va ser inclòs al Saló de la Fama del Rock and Roll el 1996. Balin va deixar la banda el 1971. L'any 1972 Jefferson Airplane es va dividir efectivament en dos grups. Kaukonen i Casady es van traslladar a temps complet a la seva pròpia banda, Hot Tuna. Slick, Kantner i els membres restants de Jefferson Airplane van reclutar nous membres i es van reagrupar com a Jefferson Starship el 1974, amb Balin finalment unint-se a ells. Jefferson Airplane va rebre un premi Grammy a la carrera artística el 2016.